# Nischenhalbfigur mit mexikanischer Miniaturmaske

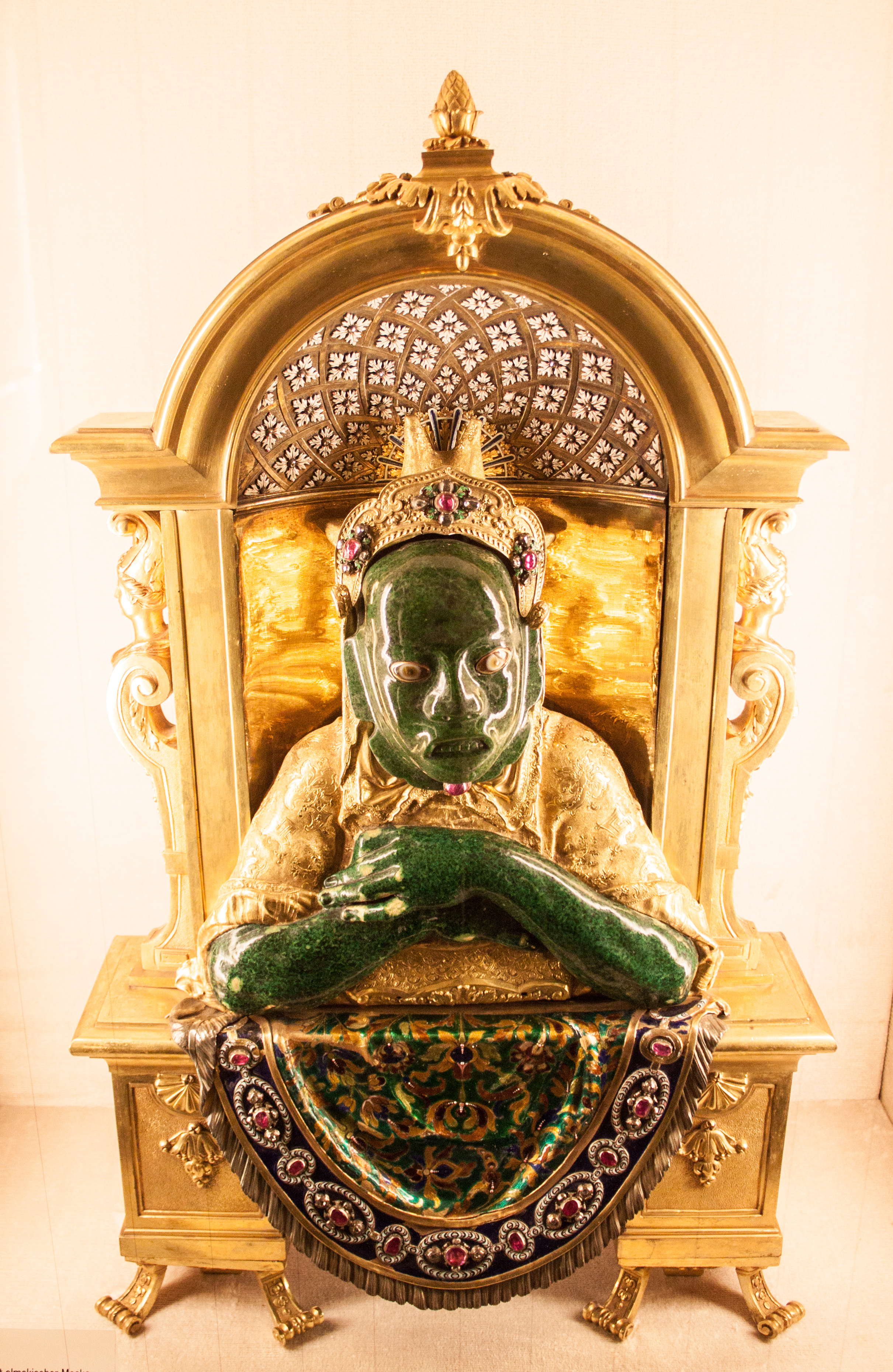
Nischenhalbfigur mit mexikanischer Miniaturmaske

Die Nischenhalbfigur mit mexikanischer Miniaturmaske ist ein kostbares Kunstkammerobjekt aus dem Besitz der bayerischen Kurfürsten, das heute in der Schatzkammer der Münchner Residenz aufbewahrt wird. Die Maske ist ein Beispiel für ein altamerikanisches Kunstwerk, das besonders früh in eine mitteleuropäische Sammlung gelangte.

## Geschichte
Die eigentliche Maske kam möglicherweise 1572 als Geschenk des Großherzogs Cosimos I. von Toskana an Herzog Albrecht V. nach München. 1611 werden „Idoli di Mexiko vnd anderen Haydnischen und Indianischen Göttern von allerley Form vnd Farben“ in der Kunstkammer erwähnt, zu denen auch die Maske gehört haben mag. In der heutigen Form als Nischenhalbfigur ist das Kunstwerk erstmals im Inventar von 1745 nachweisbar, wo die Beschreibung besonders detailliert den Besatz mit 80 Diamanten und 15 Rubinen verzeichnet.
Die spanische Kolonialmacht brachte zwar Tausende von Kunstgegenständen nach Europa (Hunderte sind in Kunstkammerinventaren nachweisbar) und gab auch einen Teil davon an weltliche und geistliche Fürsten anderer Länder – insbesondere an solche der habsburgischen Verwandtschaft – weiter, doch ist davon nur ein Bruchteil erhalten geblieben. Die Gold- und Silberobjekte, auf die sich das Sammelinteresse in besonderer Weise richtete, waren dem zusätzlichen Risiko des Einschmelzens ausgesetzt. So hat sich trotz dieses bevorzugten Sammelinteresses nur ein einziges mexikanisches  Schmuckstück, das in den Kunstkammern des 16. Jahrhunderts bezeugt ist, bis heute erhalten: der mixtekische Ring in der Schatzkammer der Residenz. Steinobjekte wie diese Miniaturmaske blieben häufiger erhalten.

## Beschreibung
Im Zentrum des Objekts befindet sich eine olmekische oder jedenfalls mesoamerikanische Miniaturmaske (Höhe 11 cm, Breite 8 cm) aus „Grünstein“ (Pyroxenit oder Jadeit). Ihre Datierung wird in den Museumspublikationen mit „wohl 2. Hälfte des 1. Jahrtausends nach Chr.“ angegeben. Doch die olmekische Kultur wird allgemein ins 2./1. Jahrtausend vor Christus datiert. Die Maske soll später – wohl in der Aztekenzeit – überarbeitet worden sein. Die Augen sind in weißem Onyx eingelegt (möglicherweise europäische Ergänzung). Ursprünglich wurde die Maske wohl als Brustschmuck an einer Schnur getragen.
Um 1720 wurde diese Maske zu einer Halbfigur ergänzt, die ihrerseits in einer Nischenarchitektur steht. Diese in der Höhe 60 cm, in der Breite 36 cm messende Goldschmiedearbeit (aus Gold, vergoldetem Silber, vergoldeter Bronze, Email und Edelsteinen) wird vermutungsweise dem seit 1716 in München tätigen Wilhelm de Grof (Guillaume de Groff, 1676–1742) zugeschrieben.
Die 1745 als „Götzenbild“ bezeichnete Figur trägt ein goldenes, edelsteinbesetztes Diadem sowie unter dem Kinn einen großen Rubin. Das Gewand ist in vergoldetem Metall gearbeitet und lässt die Unterarme frei, die in grün geschmelztem Metall der Farbe der Maske angeglichen wurden. Die vor der Brust verschränkten Arme ruhen auf einem Kissen. So blickt die Figur aus einer fensterartigen Nische, über deren Brüstung ein Teppich mit Fransenborte, vielfarbigem Schmelzdekor und weiterem Edelsteinbesatz über die aus zwei Postamenten gebildete Sockelzone herabhängt. Die halbrunde Form des Teppichs korrespondiert kompositorisch mit dem halbrunden oberen Abschluss der Nische, der als Kassettendecke mit Sternendekor gestaltet ist.
Kurfürst Max Emanuel von Bayern liebte „exotische“ Kunst. Ungefähr zur Entstehungszeit dieser Goldschmiedearbeit ließ er im Park von Schloss Nymphenburg die Pagodenburg im „chinesischen“ Stil erbauen (1716–1719). Ob die amerikanische Herkunft der Maske damals noch bekannt war oder ob sie als „chinesische Jade“ angesehen wurde, wie Ignacio Bernal annimmt, wird sich kaum nachweisen lassen. Im Inventar von 1745 gilt sie allgemein als „Götzenbild“. Durch die Umgestaltung mit dieser aufwendigen Fassung wurde die seit über hundert Jahren in der Kunstkammer aufbewahrte Maske als wirkungsvolles Dekorationsobjekt nutzbar gemacht.